# Company of Saynt George
Company of Saynt George (Sankt Jørgens Gilde) et en international reenactmentgruppe med base i Schweiz, der skildrer dagliglivet for en artillerigruppe fra tiden omkring Karl den Dristige (1467-1477) fra ca. 1460-1480.
Gruppen laver både events med civile og militære aspekter og er kendt for at være meget historisk korrekt.
Gildet arbejder primært sammen med museer og laver reenactment i samarbejde med dem. Flere gange har gildet besøgt Middelaldercentret ved Nykøbing Falster i forbindelse med festivaler. Gruppen har særlig tilknytning til Haut Koenigsbourg.

## Historie
Company of St. George blev dannet i 1988 af en gruppe historieinteresserede som alle boede i Schweiz med Gerry Embleton i spidsen.
Gruppen oplevede øget interesse efter bogen The Medieval Soldier (Middelaldersoldaten), der udkom i 1994 og er skrevet af Gerry Embleton og John Howe. Den er blevet oversat til fransk, tysk og italiensk og indeholder over 100 farvefotos af folk i historiske dragter. Bogen har i høj grad præget historisk reenactment og øget dens popularitet i især Europa.

## Medlemmer
Gruppen tæller ca. 100 medlemmer, som kommer en lang række forskellige europæiske lande. Disse tæller Schweiz, Storbritannien, Frankrig, Italien, Østrig, Tyskland, Belgien, Tjekkiet, Polen, Holland, Danmark og Sverige. Tolkien illustrator John Howe og den historiske illustrator Gerry Embleton er begge medlemmer af gruppen.
Medlemmerne tæller både folk der arbejder med historie til daglig, og folk med historisk interesse for hvem det bare er en hobby.

## Navn
Det er ikke nogen korrekt måde at stave navnet på gildet. Gruppen bruge flere forskellige stavemåder: The Company of Saynte George, The Company of Saynt George, The Companie of Saynt George og The Compagnie of Saynte George. Alle varianter har tilsyneladende lige stor gyldighed.